# Le Mesnil-Gilbert
Le Mesnil-Gilbert est une commune française, située dans le département de la Manche en région Normandie, peuplée de 142 habitants.

## Géographie
La commune est au nord du Mortainais. Son bourg est à 5 km au sud de Saint-Pois, à 7 km au nord-ouest de Juvigny-le-Tertre et à 8 km à l'est de Brécey.
Elle est bordée au sud par la Sée et à l'ouest par le ruisseau Hartellerie.
Le point culminant (205 / 209 m) est le mont Buon, en limite nord. Le point le plus bas (47 m) correspond à la sortie de la Sée du territoire, à l'ouest. La commune est semi-bocagère.

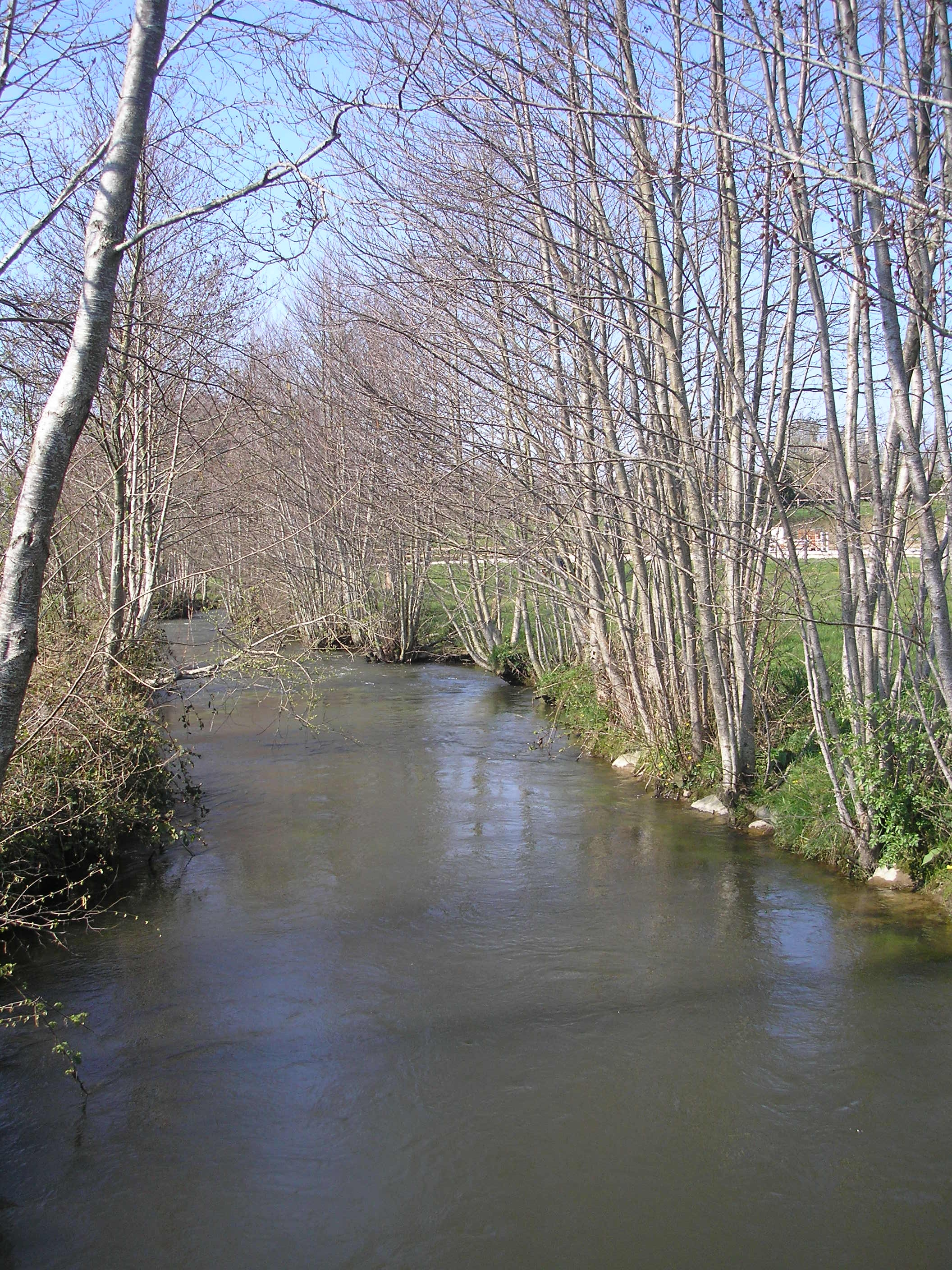
La Sée en limite sud.

La commune est composée du bourg principal (le Mesnil-Gilbert) et de plusieurs écarts : la Boussardière, la Saulnerie, le Bois Herbert, la Maugerie, le Fossé, la Rue, le Montier, la Guérinière, la Hallotière, la Haute Rue, les Bissons, les Trois Vergées, les Vergées, la Marcellière, la Herte, la Marcellière de Bas, le Val Borel, le Bois, la Brousse, la Pâture, le Crépon, la Hartellerie, la Bruyère, l'Oiselière, la Corbetière, le Champ Gaillard, la Cosnardière, la Montaiserie, la Givoullière, la Patience, la Houitière, le Courbillon, la Guillardière, la Moinerie, la Guillardière, la Motte, la Bourrière.
| Cuves            | Saint-Pois        | Lingeard                                                |
| Cuves            | du Mesnil-Gilbert | Juvigny les Vallées (comm. dél. de Chérencé-le-Roussel) |
| Le Mesnil-Adelée | Le Mesnil-Adelée  | Juvigny les Vallées (comm. dél. de Chérencé-le-Roussel) |

### Hydrographie
La commune est située dans le bassin Seine-Normandie. Elle est drainée par la Sée, le bras la Sée Blanche, le cours d'eau 01 de la commune du Mesnil-Gilbert, le cours d'eau 02 de la commune du Mesnil-Gilbert, le cours d'eau 04 de la commune du Mesnil-Gilbert, le cours d'eau 12 de la Motte, la Hartellerie et divers autres petits cours d'eau,.
La Sée, d'une longueur de 79 km, prend sa source dans la commune de Sourdeval et se jette  dans le golfe de Saint-Malo en limite du Val-Saint-Père et de Vains, après avoir traversé 20 communes. 

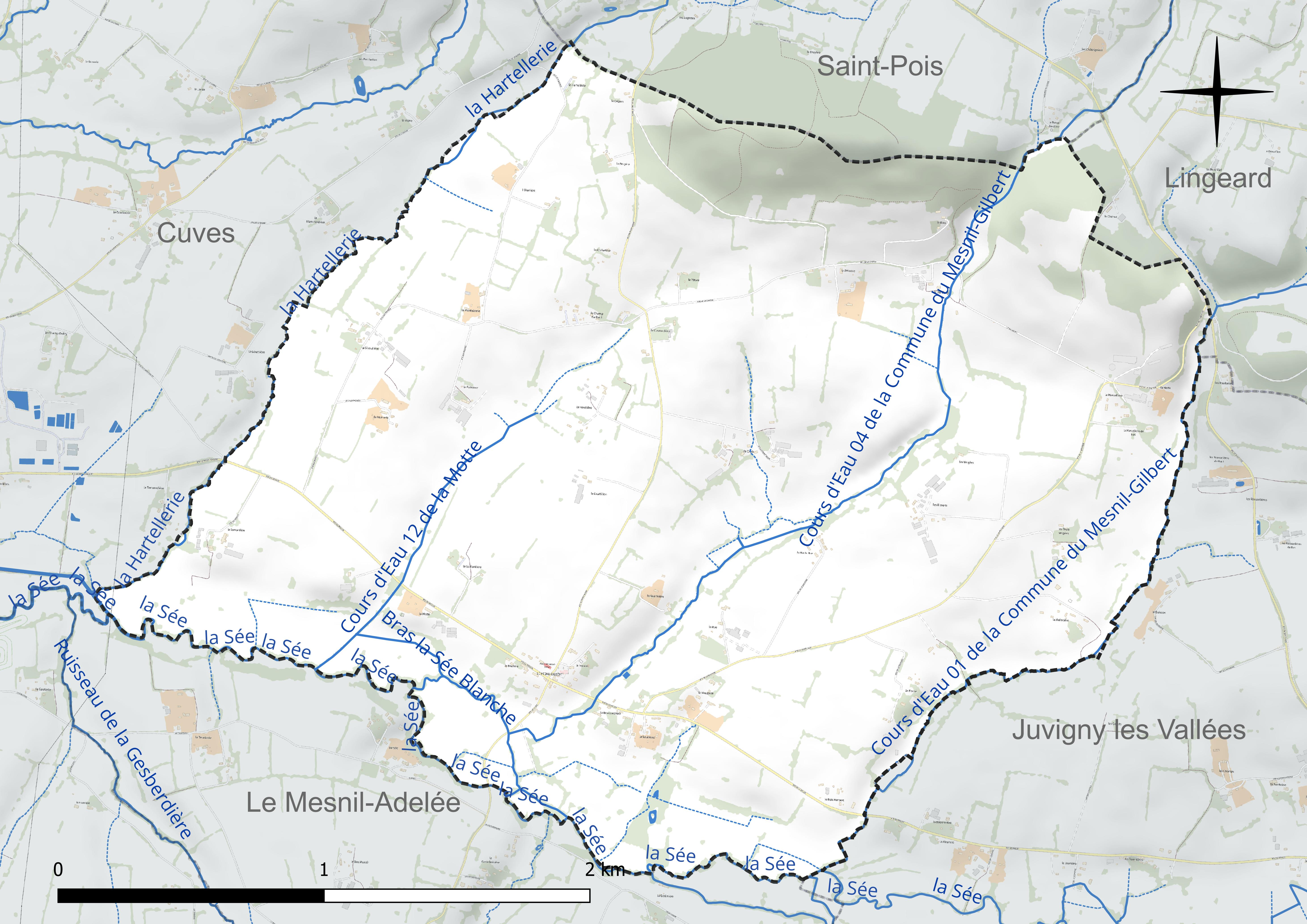
Réseau hydrographique du Mesnil-Gilbert.

### Climat
Pour des articles plus généraux, voir Climat de la Normandie et Climat de la Manche.
En 2010, le climat de la commune est de type climat océanique franc, selon une étude du CNRS s'appuyant sur une série de données couvrant la période 1971-2000. En 2020, Météo-France publie une typologie des climats de la France métropolitaine dans laquelle la commune est exposée à un climat océanique et est dans la région climatique  Normandie (Cotentin, Orne), caractérisée par une pluviométrie relativement élevée (850 mm/a) et un été frais (15,5 °C) et venté. Parallèlement le GIEC normand, un groupe régional d’experts sur le climat, différencie quant à lui, dans une étude de 2020, trois grands types de climats pour la région Normandie, nuancés à une échelle plus fine par les facteurs géographiques locaux. La commune est, selon ce zonage, exposée à un « climat contrasté des collines », correspondant au Bocage normand, bien arrosé, voire très arrosé sur les reliefs les plus exposés au flux d’ouest, et frais en raison de l’altitude.
Pour la période 1971-2000, la température annuelle moyenne est de 10,9 °C, avec une amplitude thermique annuelle de 12,2 °C. Le cumul annuel moyen de précipitations est de 959 mm, avec 14,3 jours de précipitations en janvier et 8,4 jours en juillet. Pour la période 1991-2020, la température moyenne annuelle observée sur la station météorologique la plus proche, située sur la commune de Saint-Hilaire-du-Harcouët à 15 km à vol d'oiseau, est de 11,5 °C et le cumul annuel moyen de précipitations est de 929,5 mm,. Pour l'avenir, les paramètres climatiques de la commune estimés pour 2050 selon différents scénarios d’émission de gaz à effet de serre sont consultables sur un site dédié publié par Météo-France en novembre 2022.

## Urbanisme

### Typologie
Au 1er janvier 2024, Le Mesnil-Gilbert est catégorisée commune rurale à habitat très dispersé, selon la nouvelle grille communale de densité à sept niveaux définie par l'Insee en 2022.
Elle est située hors unité urbaine et hors attraction des villes,.

### Occupation des sols
L'occupation des sols de la commune, telle qu'elle ressort de la base de données européenne d’occupation biophysique des sols Corine Land Cover (CLC), est marquée par l'importance des territoires agricoles (92,9 % en 2018), une proportion identique à celle de 1990 (92,9 %). La répartition détaillée en 2018 est la suivante : zones agricoles hétérogènes (66,3 %), prairies (26,7 %), forêts (7,1 %). L'évolution de l’occupation des sols de la commune et de ses infrastructures peut être observée sur les différentes représentations cartographiques du territoire : la carte de Cassini (XVIIIe siècle), la carte d'état-major (1820-1866) et les cartes ou photos aériennes de l'IGN pour la période actuelle (1950 à aujourd'hui).

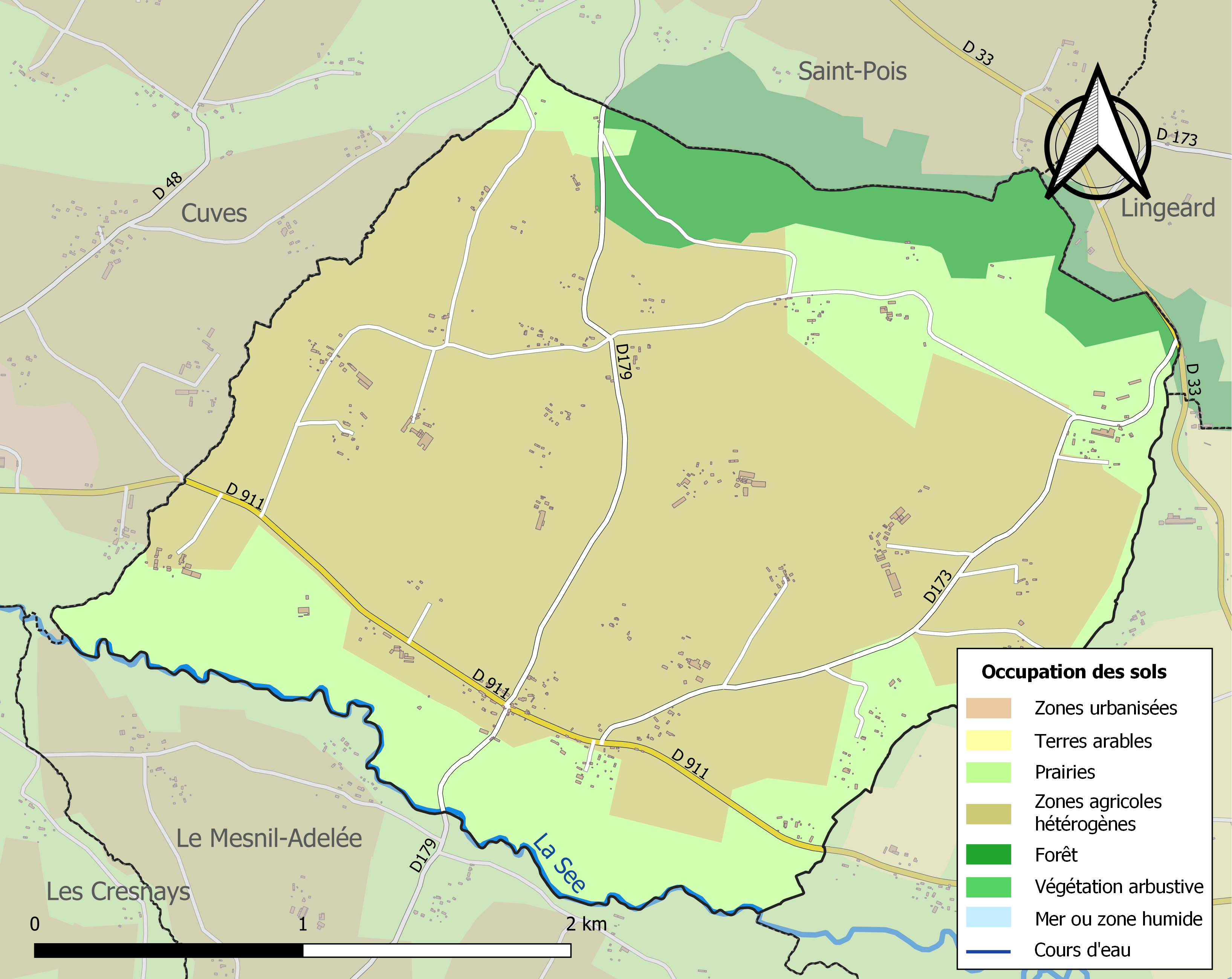
Carte des infrastructures et de l'occupation des sols de la commune en 2018 (CLC).

## Toponymie
Le nom de la localité est attesté sous la forme in Mesnillo Gillebert en 1184.
L'ancien français mesnil, « domaine rural », est à l'origine de nombreux toponymes, notamment en Normandie. Gilbert est, comme pour la plupart des Mesnil-, un anthroponyme,.
Le gentilé est Mesnilgilbertois.

### Micro-toponymie
Les hameaux en Y-ère/-erie sont des habitats ultérieurs, datant du développement démographique de la Normandie. Ils désignaient la ferme de la famille Y, qui était fondée sur les nouvelles terres obtenues par les grands défrichements des XIe – XIIIe siècles. Les essarts prennent le nom des défricheurs, suivi de la désinence -erie ou -ière. Les autres hameaux en Hôtel/Maison/Le Y sont des constructions encore plus tardives, ils désignent la ferme de la famille Y.

## Histoire
En 1082, à sa fondation, la collégiale de Mortain reçut de nombreux droits et biens sur le Mesnil-Gilbert.
Il est mentionné dans les annales civiles et militaires du pays d´Avranches de l´abbé Desroches « une franche vavassorie au Ménilgilbert a Jehan de Crux écuyer tenue par parage de Henri de Crux qui la tient par hommage du roi Charles. Jehan de Crux possédait de même une franche vavassorie au Lingehart et a Réfuveille non loin du Ménilgilbert ». Ceci vers 1400-1412.
Sous l'Ancien Régime, la paroisse faisait partie de la généralité de Caen, de l'élection de Mortain et de la sergenterie de Hallé.
Lors de la Révolution, Pierre-Marie Lemardeley († 1798), né au Mesnil-Gilbert, et vicaire à Périers et au Mesnil et Gabriel-George Le Clair (1731-1801), né à Saint-Lô, curé du Mesnil-Gilbert, refusèrent de prêter serment à la Constitution civile du clergé et s'exilèrent à Jersey puis en Angleterre où il moururent. Pierre-Henri Lemardeley († 1844), frère de Pierre-Marie, ancien vicaire au Mesnil-Gilbert revint dans sa cure où il mourut.
La commune est libérée le 6 août 1944 par le 8e régiment du colonel James S. Rodwell de la 4e division d'infanterie US du général Barton. Lors de la contre-attaque de Mortain, les Allemands s'approchèrent du bourg, sans l'atteindre.

## Politique et administration
| Période                                  | Période   | Identité            | Étiquette | Qualité                                 |
| ---------------------------------------- | --------- | ------------------- | --------- | --------------------------------------- |
| 1830                                     | 1875      | Jacques Le Mardeley |           |                                         |
|                                          |           |                     |           |                                         |
| 1888                                     | 1916      | Louis Garnier       |           |                                         |
| 1916                                     | 1921      | Léon Chapel         |           | A fait fonction de maire de 1916 à 1919 |
| 1921                                     | 1929      | Léon Charles Boutin |           |                                         |
| 1929                                     | 1935      | Émile Garnier       |           |                                         |
| 1935                                     | 1938      | Édouard Ledos       |           |                                         |
| 1938                                     | 1970      | Léon Charles Boutin |           |                                         |
| 1970                                     | mars 1989 | Henri Gontier       |           |                                         |
| mars 1989                                | mars 2001 | Henri Delabrousse   | SE        | Agriculteur                             |
| mars 2001                                | mars 2008 | Marcel Lemarchant   | SE        | Agriculteur                             |
| mars 2008                                | En cours  | Joël Lefras         | SE        | Technicien                              |
| Les données manquantes sont à compléter. |           |                     |           |                                         |

Le conseil municipal est composé de onze membres dont le maire et un adjoint.

## Démographie
L'évolution du nombre d'habitants est connue à travers les recensements de la population effectués dans la commune depuis 1793. Pour les communes de moins de 10 000 habitants, une enquête de recensement portant sur toute la population est réalisée tous les cinq ans, les populations de référence des années intermédiaires étant quant à elles estimées par interpolation ou extrapolation. Pour la commune, le premier recensement exhaustif entrant dans le cadre du nouveau dispositif a été réalisé en 2007.
En 2022, la commune comptait 142 habitants, en évolution de +2,16 % par rapport à 2016 (Manche : −0,31 %, France hors Mayotte : +2,11 %).
Le Mesnil-Gilbert a compté jusqu'à 660 habitants en 1806.
| 1793 | 1800 | 1806 | 1821 | 1831 | 1836 | 1841 | 1846 | 1851 |
| ---- | ---- | ---- | ---- | ---- | ---- | ---- | ---- | ---- |
| 600  | 454  | 660  | 620  | 573  | 582  | 525  | 547  | 503  |

| 1856 | 1861 | 1866 | 1872 | 1876 | 1881 | 1886 | 1891 | 1896 |
| ---- | ---- | ---- | ---- | ---- | ---- | ---- | ---- | ---- |
| 499  | 498  | 481  | 458  | 474  | 455  | 456  | 452  | 430  |

| 1901 | 1906 | 1911 | 1921 | 1926 | 1931 | 1936 | 1946 | 1954 |
| ---- | ---- | ---- | ---- | ---- | ---- | ---- | ---- | ---- |
| 404  | 400  | 383  | 340  | 376  | 355  | 378  | 385  | 359  |

| 1962 | 1968 | 1975 | 1982 | 1990 | 1999 | 2006 | 2007 | 2012 |
| ---- | ---- | ---- | ---- | ---- | ---- | ---- | ---- | ---- |
| 331  | 293  | 234  | 206  | 184  | 154  | 153  | 153  | 148  |

| 2017 | 2022 | - | - | - | - | - | - | - |
| ---- | ---- | - | - | - | - | - | - | - |
| 136  | 142  | - | - | - | - | - | - | - |

## Lieux et monuments
- Église Notre-Dame-de-l'Assomption (XVIIe – XIXe siècles). Tour-porche refaite en 1928 avec de chaque côté des pierres tombales 1702 et une de 1724 armoiriée. À l'intérieur, voûte lambrissée. Sont conservés une Vierge à l'Enfant polychrome des environs de 1400 classée au titre objet en 1975 aux monuments historiques[35], un maître-autel et son retable (XVIIIe), des stalles (XVIIIe), une statue de sainte Marie-Madeleine (XIVe), un tableau de l'Assomption (XVIIIe), une verrière de Gabriel Loire (1949)[26], et d'autres pierres tombales dont deux de 1671 et 1677[27].

En 1082, Robert de Mortain donne l'église à la première collégiale Saint-Évroult de Mortain avec les terres.
- Croix de cimetière (1754) et if funéraire.
- Vallée de la Sée.
- Croix de chemin de la Chasse (XVIIIe siècle), et D 179 (XIXe siècle).
- Ferme de la Motte (XIXe siècle).

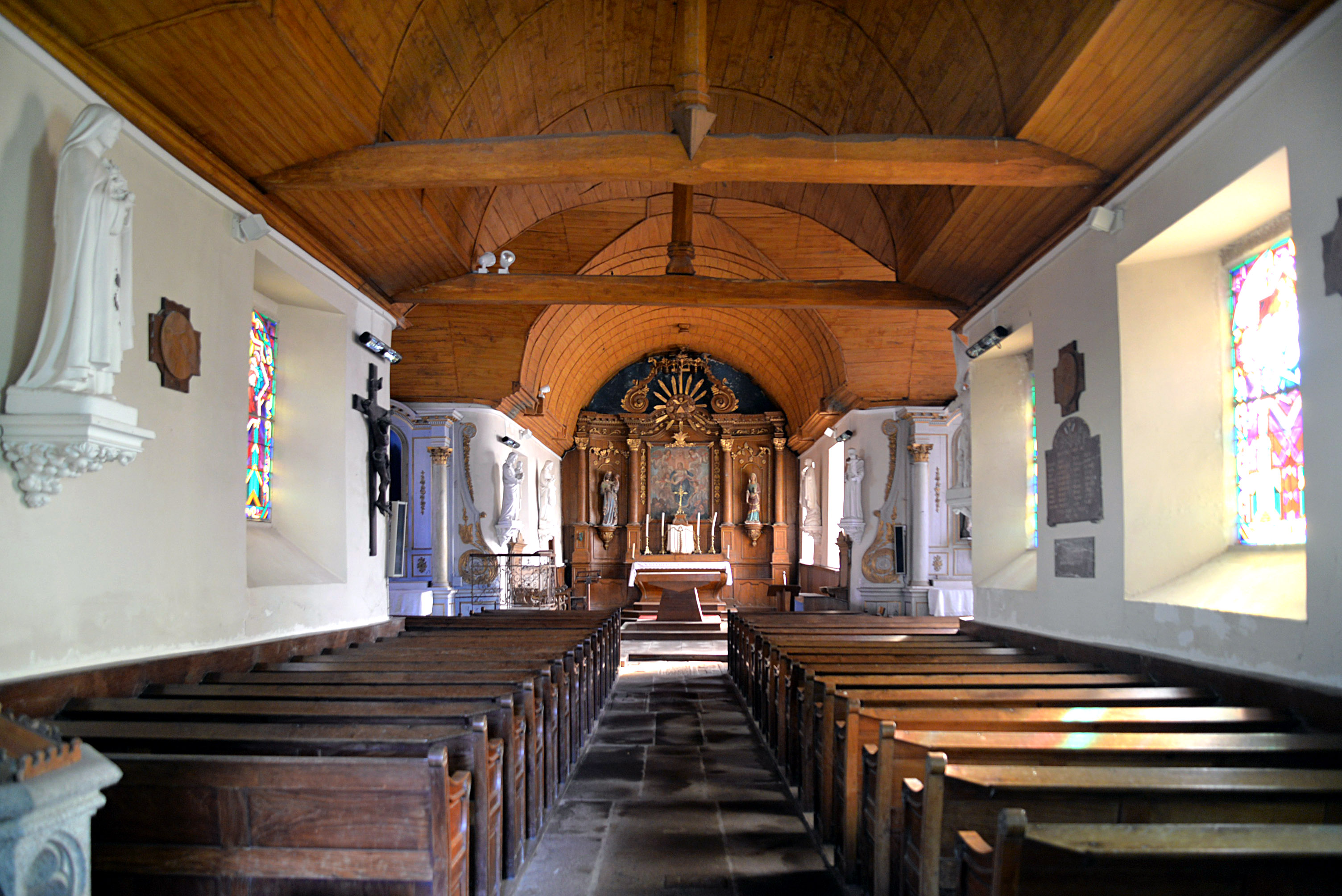
La nef et la voûte lambrissée de l'église.
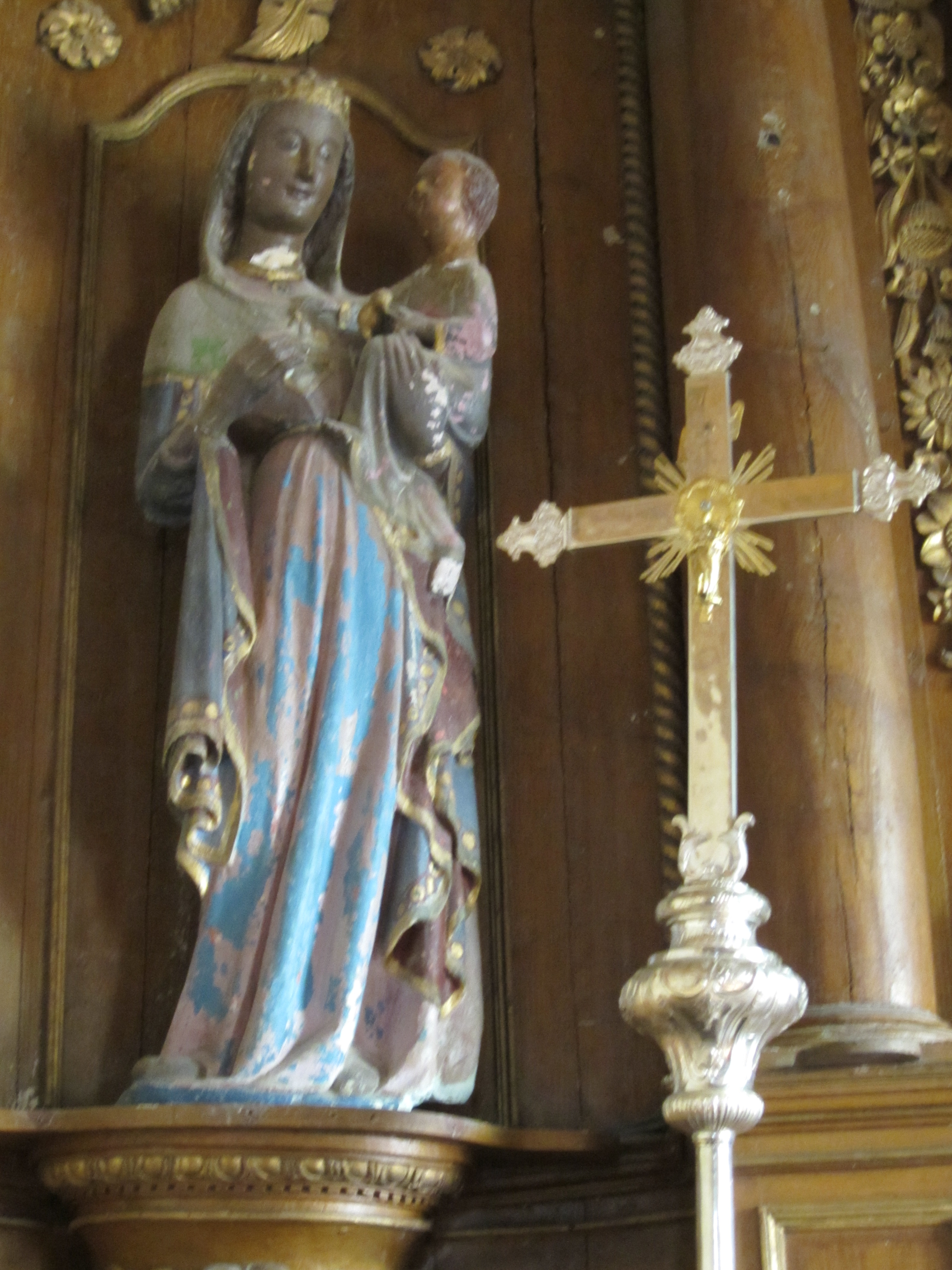
La Vierge à l'Enfant.
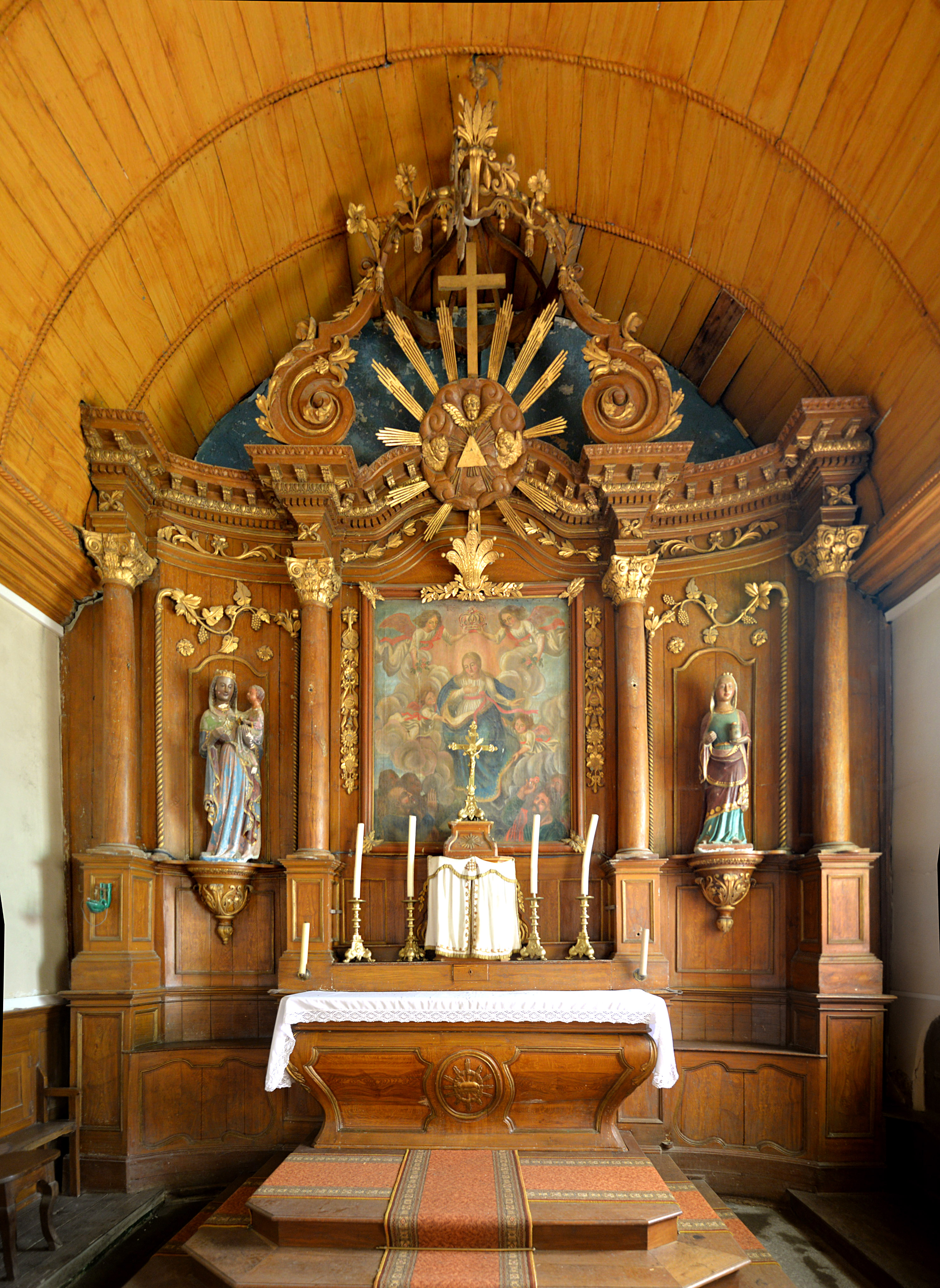
Le maître-autel et le retable de l'église.
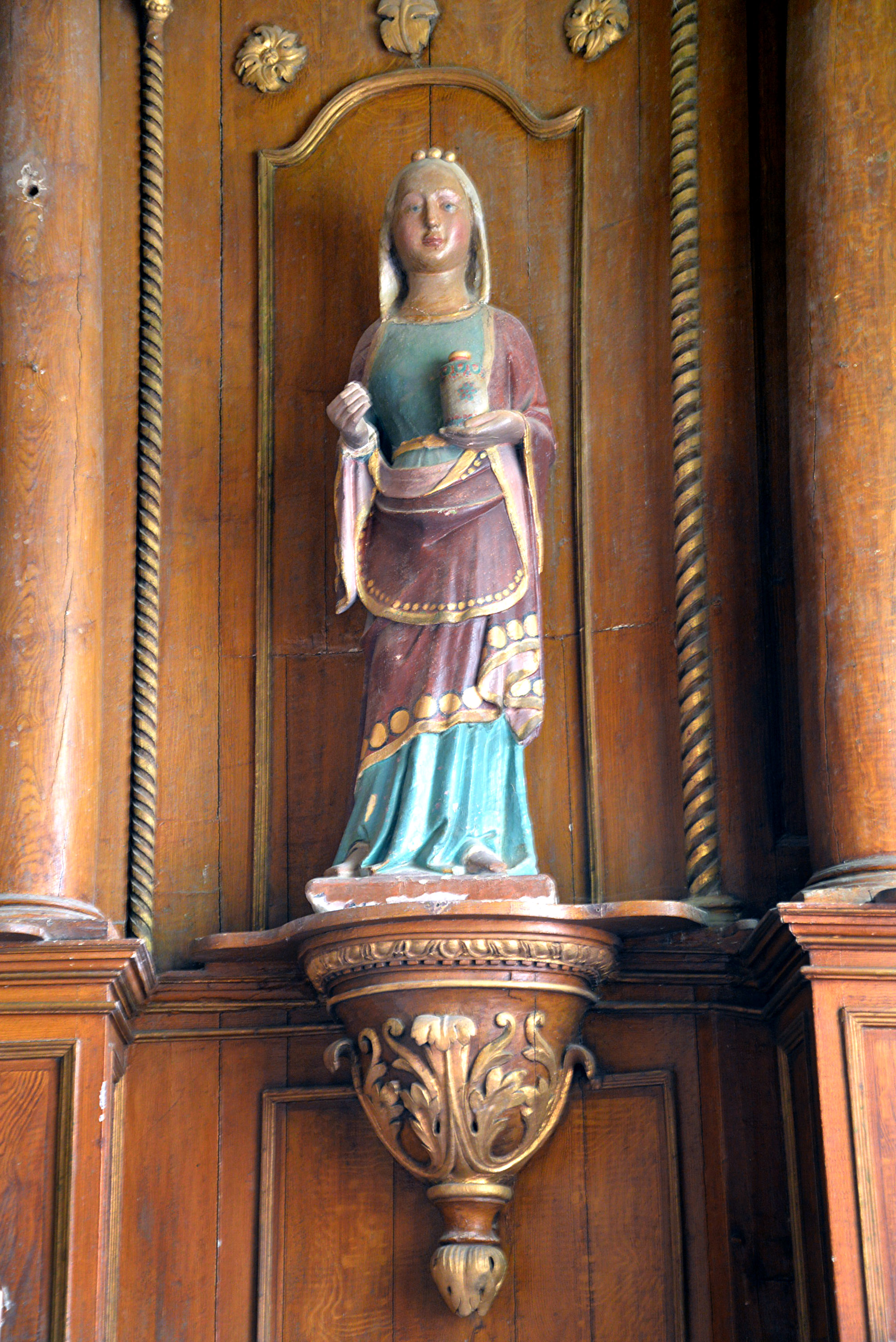
La statue de Sainte Marie-Madeleine.
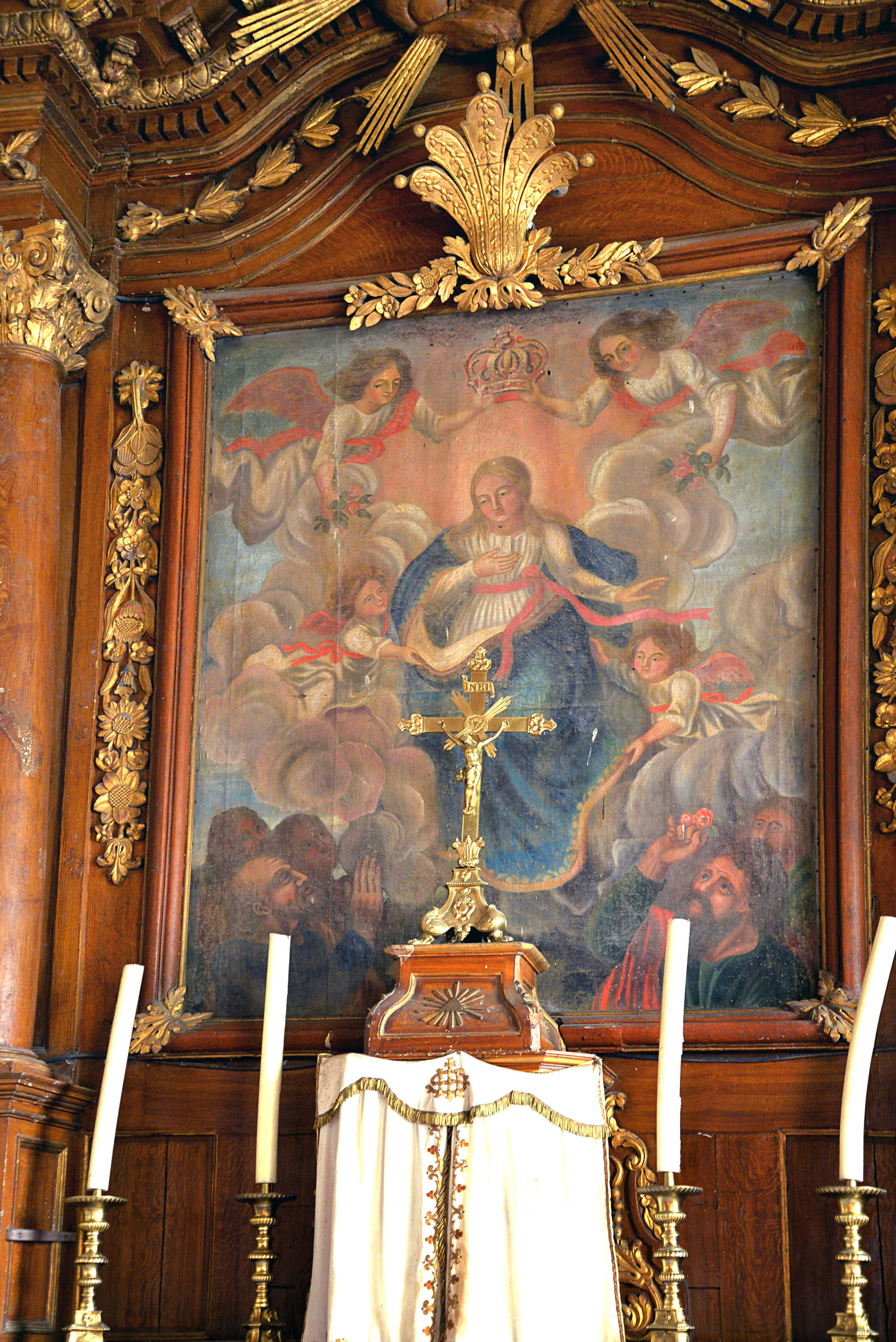
Le tableau de l'Assomption.
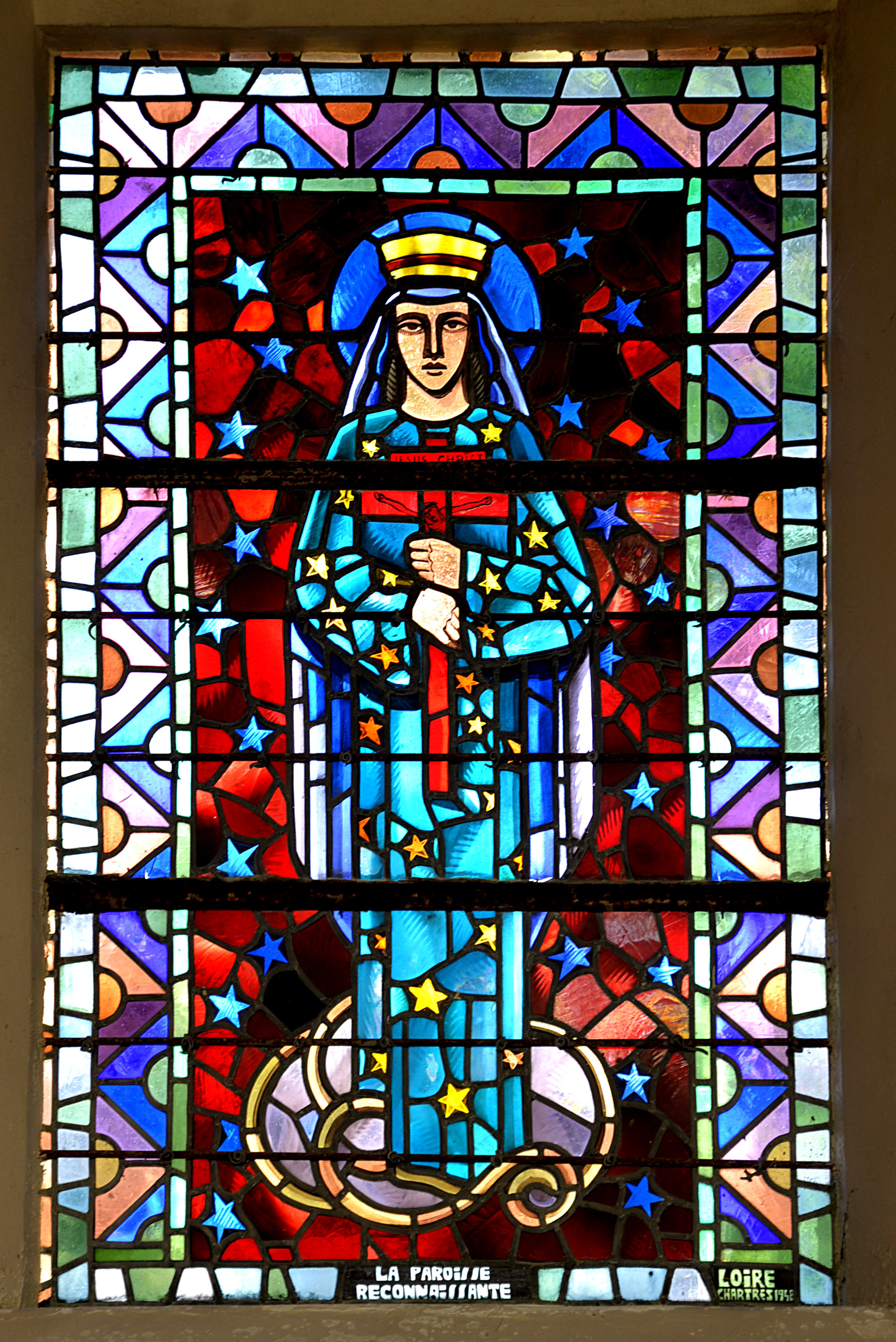
La verrière de Gabriel Loire.
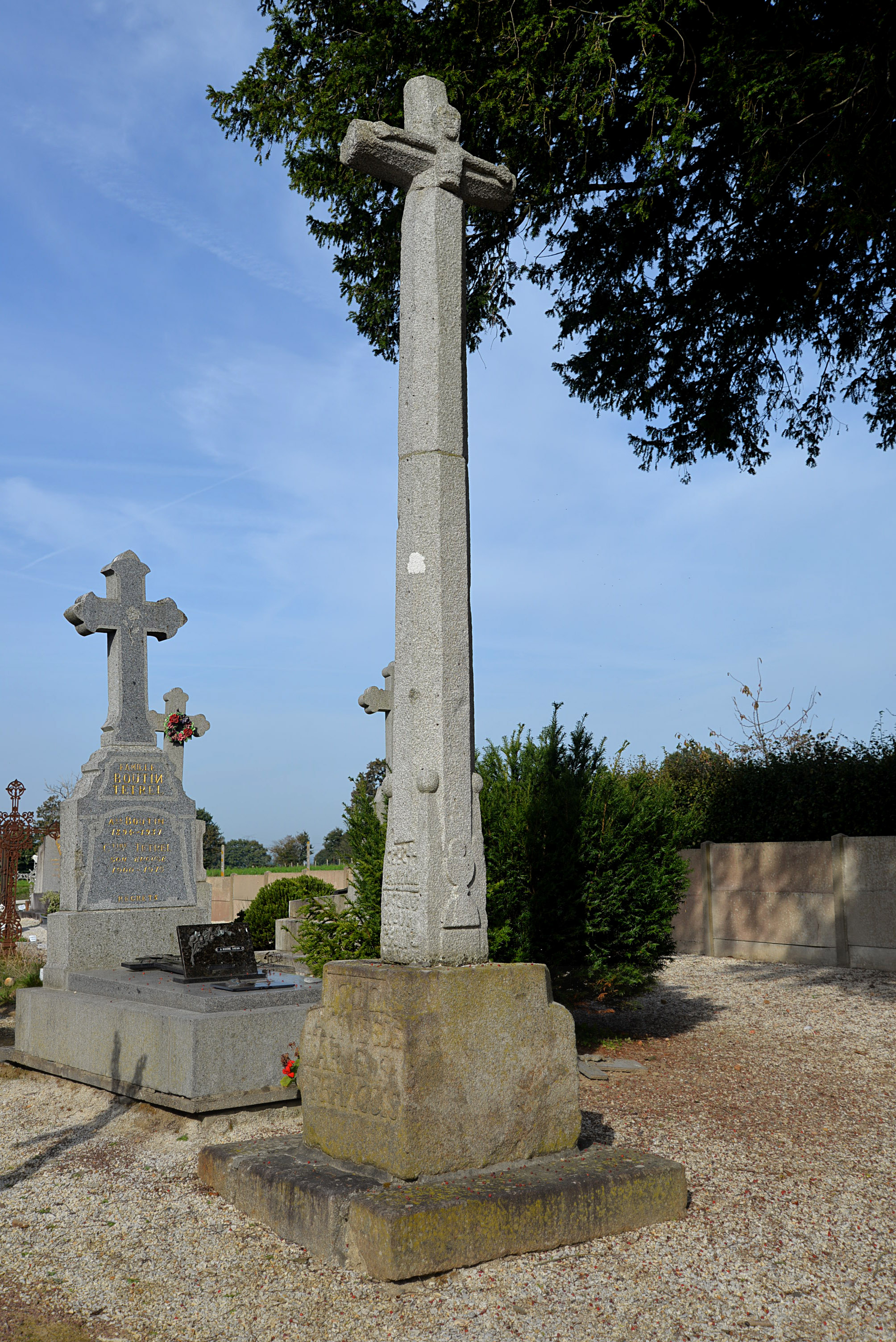
La croix du cimetière.
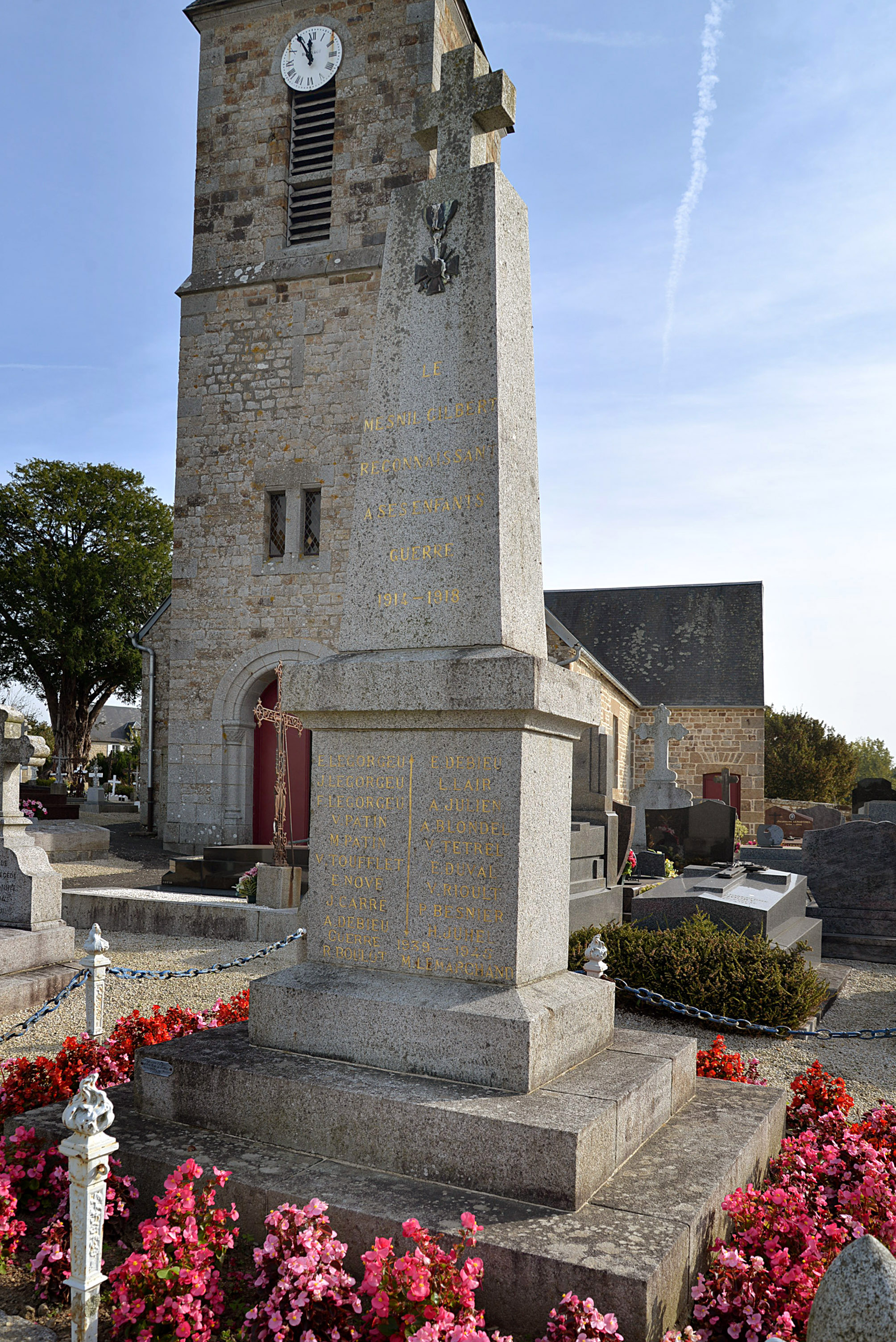
Le monument aux morts.

## Personnalités liées à la commune
- Jean Baptiste Le Goupils (1800 au Mesnil-Gilbert - 1851), vicaire général de Cherbourg.